# Hada lurida
Hada lurida är en fjärilsart som beskrevs av Alphéraky 1892. Hada lurida ingår i släktet Hada och familjen nattflyn. Inga underarter finns listade i Catalogue of Life.